# Ropica bicarinatipennis
Ropica bicarinatipennis là một loài bọ cánh cứng trong họ Cerambycidae.